# Кралство Сърбия
Кралство Сърбия (на сръбски: Краљевина Србија / Kraljevina Srbija) е названието на сръбската държава в периода 1882 – 1918. Държавният глава носи титлата крал.
Наследеното преди обявяване на кралството в Жича през 1882 г., княжество Сърбия е управлявано от династията Караджорджевичи до 1817 г., а насетне е заменена от династията Обреновичи. Княжеството, което е сюзеренно на Портата, изгонва османските войски през 1867 г., де факто осигурявайки си независимост с помощта на Втората българска легия. Берлинският договор през 1878 признава формалната независимост на княжеството.
В международен план Кралство Сърбия е легален предшественик на Югославия, която е образувана след Първата световна война на Парижката мирна конференция през 1919 г. Във вътрешен план Кралство Сърбия престава да съществува през 1918 г., когато заедно с Кралство Черна гора, образува Кралството на сърбите, хърватите и словенците.